# Драмменсельва
Драмменсельва, Драмсельва (норв. Drammenselva) — річка на південному сході Норвегії, у фюльке Бускерюд. Є однією з найбільших річок країни, площа басейну становить близько 17 000 км², довжина — 48 км, витрата води 300 м³/с. Бере початок від озера Тюріфйорд, гирло знаходиться в центрі міста Драммен.
Протягом століть Драмменсельву використовували як місце для навчання плотогону, транспортування деревини для багатьох паперових фабрик та з метою інших галузей промисловості. Ця діяльність призвела до значного забруднення води в 20 столітті, проте більшість паперових фабрик було закрито у 1960 — 1970-і роки, і на сьогодні річка є безпечною.
Місто Драммен витратило значні ресурси на розвиток парків уздовж берегів річки. Територію між містом та мостами Голмен було перетворено на паркову зону, яка зараз відома як парк Брагернес. Для створення сприятливого для відпочинку клімату було посаджено сотні дерев, зокрема вічнозелених. Наразі річка використовується з рекреаційною метою, відома як місце для риболовлі на лосося та є місцем щорічного Драмменського річкового фестивалю (норв. Drammen Elvefestival). Фестиваль вирізняється багатоманіттям музичних концертів, в його рамках проходять рафтинг, гребля на драгонботі та інші змагання. Упродовж фестивалю проводяться понад 100 різних заходів.

## Каскад ГЕС
На річці побудовано ГЕС Гравфосс I—II, ГЕС Ембретсфосс III-IV, ГЕС Конгсфосс.

## Галерея

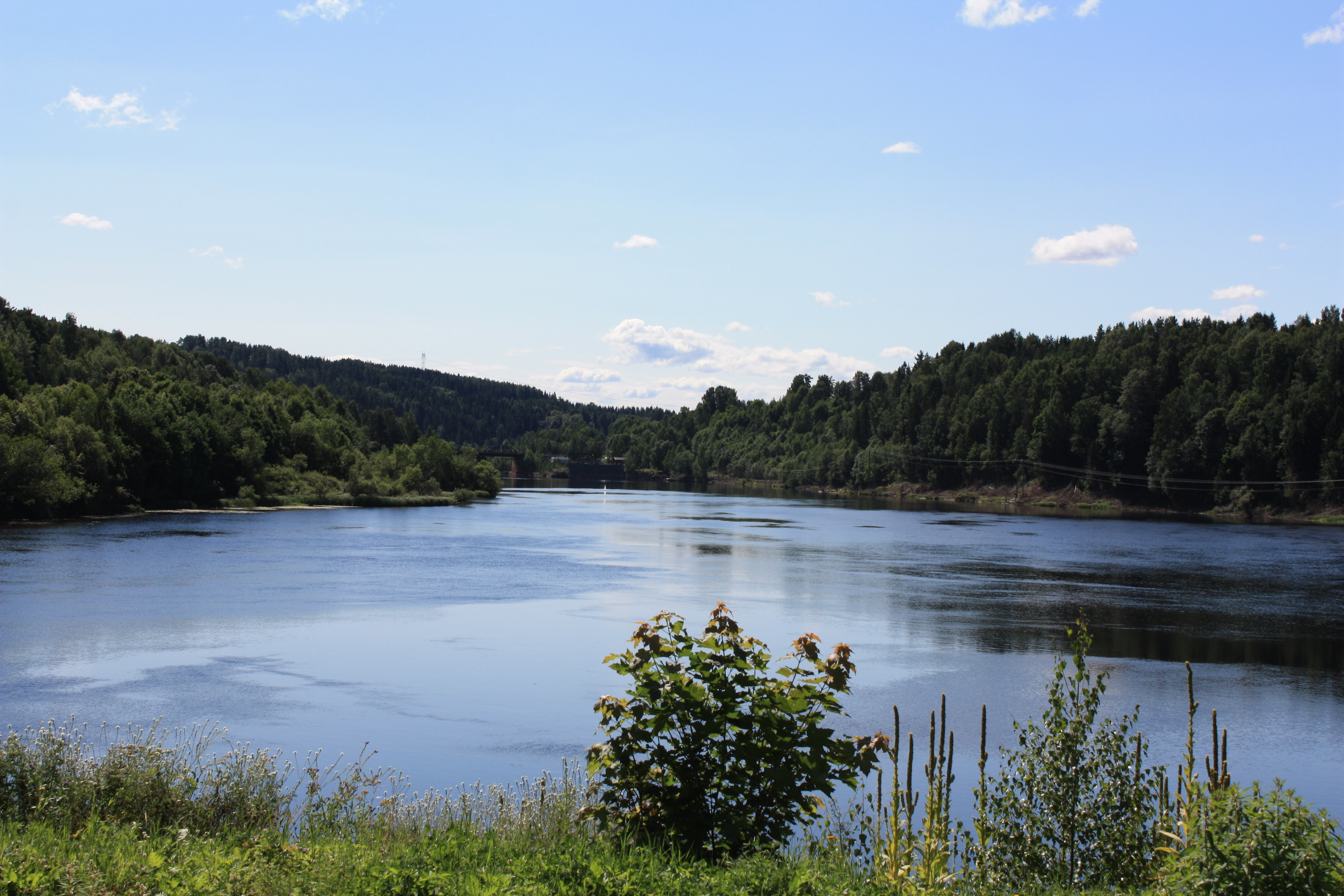
Течія у бік півдня
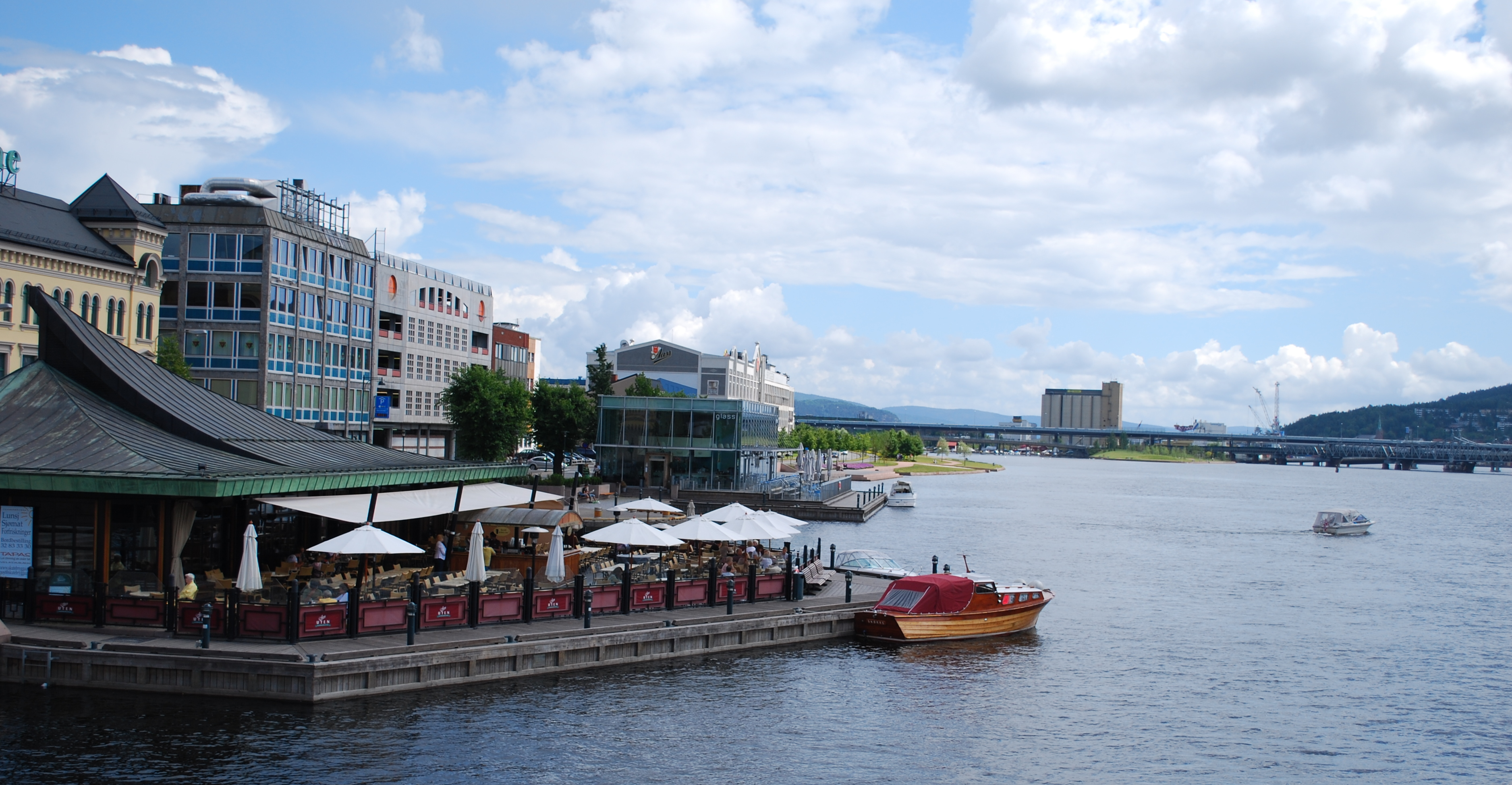
Берег у містечку
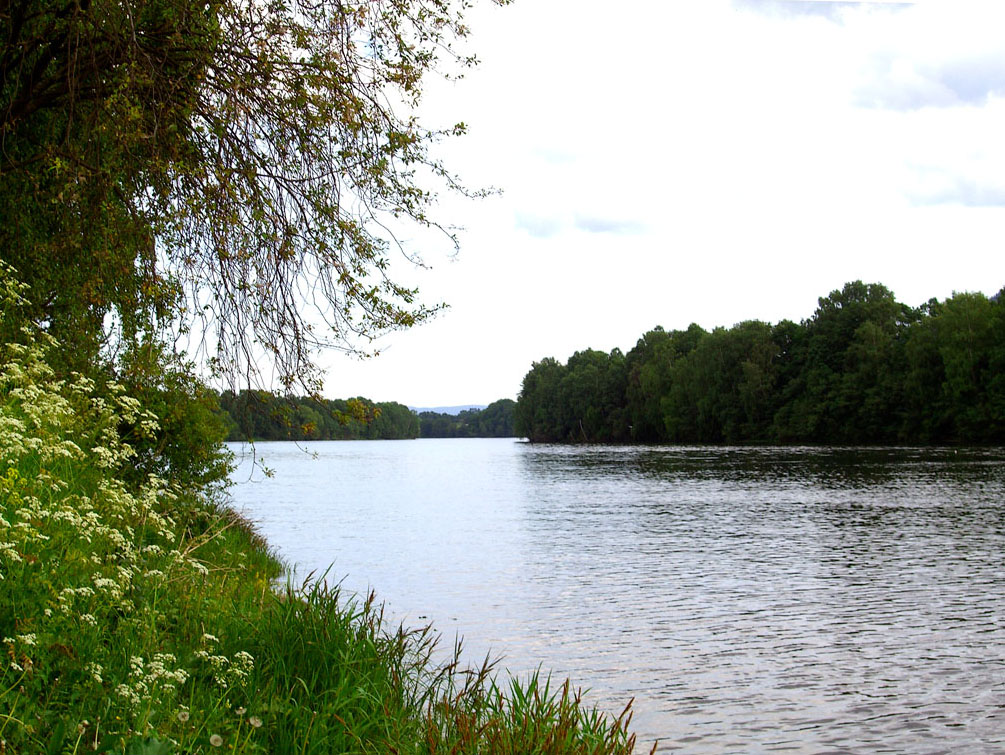
Драмменсельва
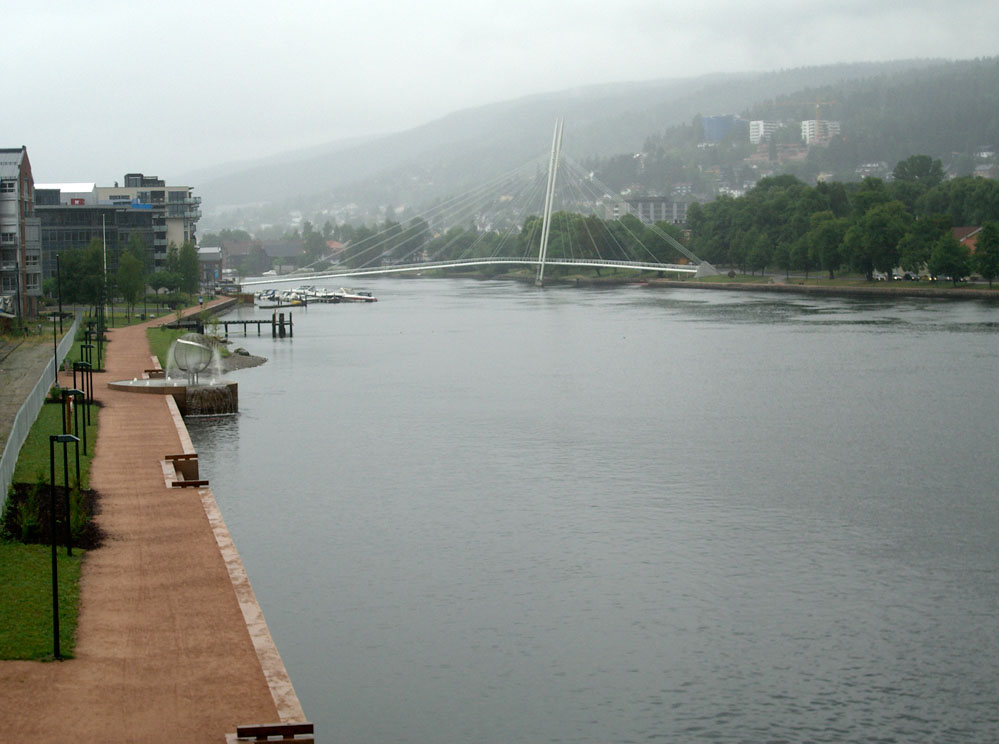
Міст у Драммені